# All I Could Do Was Cry
"All I Could Do Was Cry" es un sencillo de doo-wop / rhythm and blues grabado en 1960 y lanzado ese mismo año por la cantante Etta James. Escrito para James por el compositor de Chess Billy Davis, Berry Gordy y su hermana Gwen Gordy. Se dijo que la canción estaba inspirada en el exnovio de James, Harvey Fuqua, tras salir con la exnovia de Davis, que era Gwen. Ambos, Gwen Gordy y Fuqua, se casaron más tarde el mismo año en que se grabó la canción, lo que probablemente aumentó la tensión en la voz de blues de James. La canción finalmente alcanzó el número 2 en las listas de R&B y el número 33 en la lista de música pop. James luego volvería a grabar la canción a principios de los noventa.

## Versiones
Ike & Tina Turner lanzaron una versión de la canción en su álbum en vivo The Ike & Tina Turner Show - Vol. 2 en 1965. También incluyeron otra versión en directo en su álbum en vivo de 1969 <i id="mwHA">In Person</i>. Una versión de estudio no publicada anteriormente fue lanzada en el álbum recopilatorio The Kent Years en 2000.
Beyoncé Knowles hizo una versión de la canción para la película de 2008, Cadillac Records, que se incluyó en su banda sonora. La cantante Beyoncé hizo en esta película el papel de la propia Etta James.

## Posicionamiento
Versión de Etta James
| Listado (1960)               | Máxima posición |
| ---------------------------- | --------------- |
| Billboard Hot 100 de EE. UU. | 33              |
| Singles R&B de EE.UU.        | 2               |